# Jean Silvy
Pour les articles homonymes, voir Silvy.
Jean Silvy est un militaire, résistant, puis haut fonctionnaire français, compagnon de la Libération, né le 14 juin 1910 à Grenoble (Isère), et mort le 28 septembre 1971 à Paris 5e,.

## Biographie
À sa naissance, son père est greffier en chef au tribunal de commerce de Grenoble. Il poursuit des études supérieures jusqu'à l'obtention d'une licence en droit.
Après son service militaire, puis son engagement dans les Forces françaises libres en 1940, à l'issue duquel on doit l'amputer d'une jambe en 1944, il se marie en 1948 avec Nicole Delafon à Biviers (Isère), village où sa famille possède une maison.
Après sa démobilisation en août 1947, il s'engage dans la haute fonction publique (administration coloniale, puis ministère des anciens Combattants et Victimes de Guerre). En mai 1966,  il est inspecteur général adjoint, directeur des pensions au sein de ce ministère,.
Il publie son Journal de guerre, qui paraîtra dans la revue Espoir,,.
Il décède en 1971 à Paris, puis est inhumé au cimetière Saint-Roch de Grenoble.

## Carrière militaire
Il effectue son service militaire en 1935 et 1936 au 6e bataillon de chasseurs alpins (BCA), où il obtient le grade de sergent. Fin août 1939, à l'approche de la Seconde Guerre mondiale, il est mobilisé et retrouve son bataillon, qui a été intégré au corps expéditionnaire français en Scandinavie, au sein duquel il participe à la bataille de Narvik en Norvège au printemps 1940, où il reçoit une première citation. De retour en France, le corps expéditionnaire embarque à Brest à destination de l'Angleterre.
Ayant eu connaissance de l'appel du général De Gaulle, il raconte dans son Journal de guerre comment le 30 juin 1940, à Trentham Park, il prend sa décision de ne pas retourner en France, mais de se joindre aux Forces françaises libres qui seront créées officiellement le lendemain. De son bataillon, seuls 60 chasseurs alpins dont 31 volontaires sur un effectif de 730 hommes environ se rallient à la France libre.
Après un passage par Delville Camp, il intègre avec ses frères d'armes le bataillon de chasseurs de Camberley, qui sera dissout en décembre 1940 pour fournir des cadres aux Forces françaises libres d'Afrique.
Il embarque à Liverpool à destination de Pointe-Noire, où il débarque le 27 juin 1941. Affecté au régiment de tirailleurs sénégalais du Tchad (RTST) de la Colonne Leclerc, il arrive à Fort-Lamy fin août 1941.
Promu aspirant, sous-lieutenant, puis lieutenant, il commandera une section durant toute la durée de son engagement.
En août 1942, il est affecté avec sa section au poste de Bardaï dans le Tibesti. Début 1943, il participe à la campagne de Fezzan-Tripolitaine puis, au sein de la Force L (L comme Leclerc), aux opérations de Tunisie.  Sa conduite lui vaut deux nouvelles citations. Dans le courant de cette même année, la Force L devient la 2e division blindée, et le RTST devient le régiment de marche du Tchad (RMT). 
Doté de nouveaux équipements américains, le régiment est transféré en Grande-Bretagne. Après deux mois passés dans ce pays, Jean Silvy débarque le 1er août 1944 sur les dunes de Varreville, à proximité de Sainte-Mère-Église, et se jette avec ses hommes dans les combats de Normandie. Le 12 août, en forêt d'Écouves, à la Croix de Médavy, alors qu'il affronte la 9e Panzerdivision et entraîne sa section à l'assaut d'un char ennemi, il est très grièvement blessé par un éclat d'obus à la jambe gauche. Évacué en Angleterre pour y être soigné, il est amputé au tiers supérieur de la cuisse et ne rentre en France qu'en décembre 1945. Il a reçu en juin 1945 une citation à l'ordre de l'Armée,,.

### Grades successifs
- Service militaire :

Soldat : avril 1935
Caporal, puis sergent en mai 1936
- Engagement dans les Forces françaises libres :

Sergent-chef : janvier 1941
Aspirant : mai 1941
Sous-lieutenant : mars 1942
Lieutenant : juin 1943

## Distinctions

### Citations
- À l'ordre du bataillon : 1er août 1940
- À l'ordre de la division : 9 mai 1943
- À l'ordre du régiment : 2 juin 1943
- À l'ordre de l'armée : 12 juin 1945[4]

### Décorations
- Commandeur de la Légion d'honneur par décret du 5 mai 1966
- Compagnon de la Libération par décret du 17 novembre 1945
- Médaille de la Résistance française par décret du 31 mars 1947[11]
- Croix de guerre 1939–1945, palme de bronze[12]
- Médaille coloniale avec agrafes "AFL", "Fezzan-Tripolitaine", "Tunisie"
- Insigne des blessés militaires
- Officier de l'ordre de l'Étoile noire (Bénin)[2]

### Hommages
- Son nom figure sur la stèle commémorant l'attribution de la Croix de la Libération à la ville de Grenoble, parmi ceux des treize Compagnons de la Libération de l'Isère[13].
- Il est aussi honoré, avec mention de sa plus haute décoration, sur le monument aux morts de Biviers[14],[15].

## Collections publiques
237 photos prises par Jean Silvy au cours de son service armé et durant la guerre ont été léguées au musée de la Libération de Paris - musée du Général Leclerc - musée Jean-Moulin, et sont visibles en ligne.

### Sitographie
: document utilisé comme source pour la rédaction de cet article.
- Ordre de la Libération, « Jean Silvy : Compagnon de la Libération par décret du 17 novembre 1945 », Biographie, sur www.ordredelaliberation.fr (consulté le 11 novembre 2021). .
- Archives nationales – Base de données Léonore – Légion d'honneur, « Silvy, Jean Emile Hector » (Notice individuelle), sur www.leonore.archives-nationales.culture.gouv.fr (consulté le 19 novembre 2021). .